# Regions Morgan Keegan Championships and Memphis International 2012 - Qualificazioni singolare maschile
Le qualificazioni del singolare maschile del Regions Morgan Keegan Championships and Memphis International 2012 sono state un torneo di tennis preliminare per accedere alla fase finale della manifestazione. I vincitori dell'ultimo turno sono entrati di diritto nel tabellone principale. In caso di ritiro di uno o più giocatori aventi diritto a questi sono subentrati i lucky loser, ossia i giocatori che hanno perso nell'ultimo turno ma che avevano una classifica più alta rispetto agli altri partecipanti che avevano comunque perso nel turno finale.

## Teste di serie
1. Matthew Ebden (ultimo turno)
2. Tobias Kamke (primo turno)
3. Michael Russell (primo turno)
4. Vasek Pospisil (primo turno)

1. Bobby Reynolds (qualificato)
2. Izak van der Merwe (primo turno)
3. Jesse Levine (qualificato)
4. James Ward (primo turno)

## Qualificati
1. Bobby Reynolds
2. Robert Kendrick

1. Robby Ginepri
2. Jesse Levine

## Tabellone qualificazioni

### 1ª sezione
|  | Primo turno | Primo turno    | Primo turno    | Primo turno | Primo turno |  |  | Ultimo turno | Ultimo turno   | Ultimo turno | Ultimo turno | Ultimo turno |  |
|  |             |                |                |             |             |  |  |              |                |              |              |              |  |
|  | 1           | Matthew Ebden  | Matthew Ebden  | 6           | 6           |  |  |              |                |              |              |              |  |
|  | WC          | David O'Hare   | David O'Hare   | 0           | 4           |  |  | 1            | Matthew Ebden  | 63           | 7            | 2            |  |
|  |             | Michael Yani   | Michael Yani   | 4           | 4           |  |  | 5            | Bobby Reynolds | 7            | 63           | 6            |  |
|  | 5           | Bobby Reynolds | Bobby Reynolds | 6           | 6           |  |  |              |                |              |              |              |  |

### 2ª sezione
|  | Primo turno | Primo turno     | Primo turno  | Primo turno | Primo turno |  |  | Ultimo turno | Ultimo turno    | Ultimo turno    | Ultimo turno | Ultimo turno |  |
|  |             |                 |              |             |             |  |  |              |                 |                 |              |              |  |
|  | 2           | Tobias Kamke    | Tobias Kamke | 1           | 4           |  |  |              |                 |                 |              |              |  |
|  |             | Denis Kudla     | Denis Kudla  | 6           | 6           |  |  |              | Denis Kudla     | Denis Kudla     | 4            | 2            |  |
|  | ALT         | Robert Kendrick | 6            | 6           | 6           |  |  | ALT          | Robert Kendrick | Robert Kendrick | 6            | 6            |  |
|  | 8           | James Ward      | 7            | 1           | 3           |  |  |              |                 |                 |              |              |  |

### 3ª sezione
|  | Primo turno | Primo turno        | Primo turno     | Primo turno | Primo turno |  |  | Ultimo turno   | Ultimo turno   | Ultimo turno   | Ultimo turno | Ultimo turno |  |
|  |             |                    |                 |             |             |  |  |                |                |                |              |              |  |
|  | 3           | Michael Russell    | Michael Russell | 3           | 3           |  |  |                |                |                |              |              |  |
|  |             | Robby Ginepri      | Robby Ginepri   | 6           | 6           |  |  | Robby Ginepri  | Robby Ginepri  | Robby Ginepri  | 7            | 6            |  |
|  |             | Alex Kuznetsov     | 6               | 3           |             |  |  | Alex Kuznetsov | Alex Kuznetsov | Alex Kuznetsov | 65           | 4            |  |
|  | 6           | Izak van der Merwe | 2               | 0           | r           |  |  |                |                |                |              |              |  |

### 4ª sezione
|  | Primo turno | Primo turno    | Primo turno    | Primo turno | Primo turno |  |  | Ultimo turno | Ultimo turno | Ultimo turno | Ultimo turno | Ultimo turno |  |
|  |             |                |                |             |             |  |  |              |              |              |              |              |  |
|  | 4           | Vasek Pospisil | Vasek Pospisil | 5           | 3           |  |  |              |              |              |              |              |  |
|  | ALT         | Miša Zverev    | Miša Zverev    | 7           | 6           |  |  | ALT          | Miša Zverev  | 6            | 3            | 5            |  |
|  | WC          | Brian Baker    | Brian Baker    | 610         | 1           |  |  | 7            | Jesse Levine | 2            | 6            | 7            |  |
|  | 7           | Jesse Levine   | Jesse Levine   | 7           | 6           |  |  |              |              |              |              |              |  |